# アメリカ空軍本部軍団
アメリカ空軍本部軍団（あめりかくうぐんほんぶぐんだん Headquarters Command,USAF）はかつてアメリカ空軍に存在した組織。主要軍団レベルの組織であり、司令部はワシントンD.C.ボーリング空軍基地所在。
ワシントンD.C.に所在する各部隊の統括組織であり、前身は1946年12月設立のボーリング飛行場軍団(Bolling Field Command)である。1958年3月17日にアメリカ空軍本部軍団に改編された。1976年7月1日にその機能を軍事空輸軍団(MAC)に移管し、アメリカ空軍本部軍団は廃止された。
なお、1980年代には同等の機能を持つ空軍ワシントン地区隊(AFDW)が設立されている。